# Дом командира уланского полка
Дом командира уланского полка (Дом К. К. Виммера) — памятник архитектуры. Расположен в Петергофе, современный адрес дома — улица Аврова, 7, Санкт-Петербургский проспект, 13.
На этой территории изначально располагались деревянные казармы. При постройке каменных их снесли, планировалось застроить участки присутственными местами, но потом Николай I передумал и поручил в 1837 году раздать участки для обывательской застройки. Сначала угловой участок получил генерал-адъютант Генрих Вениаминович Жомини, он передал его командиру Лейб-гвардии Уланского полка генерал-майору Е. К. Ренне (1788—1838). Тот умер, его вдова до 1842 года участок так и не застроила (на нём был возведён лишь деревянный сарай), поэтому участок снова перешёл в казну. Из казны участок получил Пётр Яковлевич Коптев, но передумал вести строительство и передал участок Карлу Карловичу Виммеру, который в 1843 году представил проект, а в 1845 году достроил дом. В октябре 1847 года дом был выкуплен за 25 тысяч рублей серебром для размещения в нём служебного жилья командира Лейб-гвардии Уланского полка при условии, что прежний владелец увеличит столовую и гостиную, переделает три голландских печи, кухню верхнего этажа превратит в кабинет, а комнаты оклеит обоями. Условия были выполнены.
У здания два этажа, оно прямоугольное в плане, с небольшим мезонином. Между этажами проходит профилированная тяга, окна расположены ритмично. Окна первого этажа полуциркульные, разделены широкими рустованными пилястрами с арочками-сандриками, окна второго этажа прямоугольные, пилястры между ними гладкие. Композиционно здание связано с домом Струкова.
На 2020-е годы в здании расположено отделение банка.